# Duizeligheid
Duizeligheid wordt meestal omschreven als een gevoel van onstabiliteit of lichthoofdigheid. Duizeligheid komt relatief frequent voor, iedereen ondervindt weleens een episode van duizeligheid. Vaak is het een onschuldig symptoom, maar het kan erg invaliderend worden indien de klachten aanhouden. Duizeligheid kan vele oorzaken hebben.

## Verwarring met draaiduizeligheid
Duizeligheid (in de angelsaksische literatuur benoemd als dizziness) wordt ervaren als een gevoel van onstabiliteit van de persoon zelf. Draaiduizeligheid (in angelsaksische literatuur als vertigo benoemd) is het ten onrechte ervaren van het in beweging zijn van de omgeving.

## Oorzaken
Duizeligheid kan een manifestatie zijn van verschillende pathologieën. Deze kunnen grofweg in 4 categorieën onderverdeeld worden.
1. Aandoeningen van de vasculaire tonus of van het bloedvolume.
  1. Vasovagale reactie (Het autonoom zenuwstelsel induceert venodilatatie waardoor het hart minder bloed ontvangt)
  2. Orthostatische hypotensie - verlaging van de bloeddruk, uitgelokt door een verandering in positie van de patiënt
    1. Geneesmiddelen geïnduceerd (antihypertensiva en vasodilatantia)
    2. Perifere neuropathie (diabetes, alcoholisme, nutritioneel, amyloidose)
    3. Idiopathische posturale hypotensie, voornamelijk bij oudere mensen die duizelig worden bij plots rechtstaan
    4. Sympathectomie (het chirurgisch doorsnijden van orthosympathische zenuwen)
    5. Gedaald bloedvolume (acuut bloedverlies, ziekte van Addison)

  3. Hypersensitieve sinus caroticus
  4. Situationeel
    1. Hoest
    2. Mictie (urineren)
    3. Defecatie
    4. Valsalva
    5. Slikken
2. Cardiovasculaire aandoeningen
  1. Hartritmestoornissen
    1. Bradyaritmieën (hartritmestoornissen met vertraagde hartfrequentie)
    2. Tachyaritmieën (hartritmestoornissen met verhoogde hartfrequentie)

  2. Andere cardiopulmonale oorzaken
    1. Longembool (bloedklonter in de longarteriën)
    2. Pulmonale hypertensie
    3. Atriaal myxoom (zeldzame tumor in het hart) myxoma cordis
    4. Myocardiale aandoeningen (cardiomyopathieën)
    5. Pericardconstrictie
    6. Aortaklepstenose
    7. Hypertrofe obstructieve cardiomyopathie
3. Cerebrovasculaire aandoeningen
  1. Vertebrobasilaire insufficiëntie
  2. Arteria-basilarismigraine
4. Andere
  1. Metabole aandoeningen
    1. Hypoxie
    2. Anemie (bloedarmoede, vaak ten gevolge van ijzer tekort)
    3. Hyperventilatie (meestal uitgelokt door psychische stress of angst)
    4. Hypoglykemie (verlaagd glucosegehalte in het bloed)

  2. Psychogeen
    1. Paniekaanval
    2. Emotioneel geïnduceerde vasovagale reflex

## Behandeling
De behandeling van duizeligheid zal uiteraard afhankelijk zijn van de uitlokkende pathologie. Vaak ligt hypotensie aan de basis van duizeligheid en kan men volstaan met een verhoogde zout- en waterinname. Indien de klachten echter aanhouden is een nazicht door de huisarts vereist. Deze zal een cardiologisch en een neurologisch nazicht alsook een bloedafname verrichten. Stress kan eveneens een aanleiding vormen tot de ontregeling van het autonoom zenuwstelsel waardoor duizeligheid kan ontstaan.